# A Scandinavian Airlines 1209-es járatának balesete
A Scandinavian Airlines 1209-es járata (SK1209), egy Dash-8-400 típusú repülőgép a Koppenhágai repülőtérről szállt fel 2007. szeptember 9-én. A dániai Aalborg repülőtere felé vette az irányt. A járat code-shared volt, a Spanair JK9101-es, a BMI BD3923-as és a Lufthansa LH6002-es járataként is repült.
Landolás előtt a jobb futómű meghibásodott, a repülőgép 1 órán keresztül körözött a levegőben, amíg kényszerleszállást tudott végrehajtani. Leszállás közben a jobb futómű leszakadt, a jobb szárny leért a földre és kigyulladt. A helyszínre érkező repülőtéri tűzoltók eloltották a tüzet, és az összes utast kimenekítették a repülőgépből. Öt ember kisebb sérüléseket szenvedett.